# Aporophyla distincta
Aporophyla distincta là một loài bướm đêm trong họ Noctuidae.